# Herbert von Garvens
Herbert Garvens, 1908 nach Erhebung des Vaters in den erblichen Adelsstand von Garvens-Garvensburg (* 24. September 1883 in Hannover; † 9. September 1953 auf Bornholm, Dänemark) war ein deutsch-dänischer Galerist.

## Leben
Der jüngste Sohn des Fabrikanten Wilhelm Garvens lernte Kaufmann in der Hamburger Filiale des väterlichen Betriebs und war dort eine Weile Volontär. Schon früh zeigte sich seine Neigung zu Büchern und Bildern. 1908 reiste er durch Japan, Korea, China, Indonesien, Tibet und Indien.  1908 wurde die Familie Garvens vom Fürsten Friedrich von Waldeck und Pyrmont in den erblichen Adelsstand erhoben.
Nachdem er 1910 in Ostende den belgischen Maler James Ensor besucht hatte, begann er eine Sammlung zeitgenössischer Kunst zusammenzustellen, mit Arbeiten von Wassily Kandinsky, Robert Delaunay, Oskar Kokoschka, Marc Chagall, Fernand Léger, Edvard Munch, Emil Nolde und Karl Schmidt-Rottluff. Bernhard Hoetger machte ihn auf Paula Modersohn-Becker aufmerksam.
Nach dem Tod des Vaters im Jahr 1913 übernahm er zusammen mit seinem Bruder Wolfgang  (* 1880; † 1953 in Züschen) die Garvenswerke, wobei sie Alfred Götzl die Leitung der österreichischen Unternehmungen übertrugen.
Er war eng befreundet mit dem Kunsthistoriker Paul Erich Küppers und wurde 1916 Mitbegründer der Kestnergesellschaft.
1917 diente er als Reserveoffizier in Südfrankreich und geriet in Gefangenschaft. 1918/19 verbrachte er im Fort Barraux, wo er mit dem Kunsthistoriker und Lagerbibliothekar Hanns Krenz eine kleine Kunstausstellung von Reproduktionen und Musikabende organisierte. Hier lernte er auch Richard Haizmann kennen.
Anfang 1920 kehrte er nach Deutschland zurück, ließ seine Bibliothek von Hanns Krenz katalogisieren und gründete in der elterlichen Villa am 1. Oktober 1920 die "Galerie von Garvens" mit Krenz als Geschäftsführer. Sie veranstalteten 26 Ausstellungen zeitgenössischer Kunst, unter anderem von Willi Baumeister, Otakar Kubín, George Grosz, Walter Dexel, Kurt Schwitters und Otto Gleichmann. Sie zeigten auch fernöstliche Kunst und im Februar 1921 die Heidelberger Sammlung von Kunst psychisch Kranker und von Sonderlingen wie Karl Junker und 1922 Wilhelm Groß. Nachdem die Galerie im November 1923 geschlossen wurde, unterblieb die Übernahme der Sammlung durch das Kölner Wallraf-Richartz-Museum.
Er unternahm eine Reise nach Java, Korea und Hawaii und zog dann in das Ostseebad Prerow. Die Garvenswerke gingen 1930 in Konkurs und wurde am 30. Juli 1943 liquidiert.

### Exil in Dänemark
Bereits 1930 hatte er die Ostseeinsel Bornholm kennengelernt. Er erwarb den leerstehenden Hof Abildgård in Sandkås, Allinge, und bezog ihn 1932. Wesentliche Teile seiner modernen Sammlung wurde noch vor 1933 heimlich nach Bornholm gerettet. Ab 1936 kehrte er nicht mehr nach Deutschland zurück, durch die verschärfte Reichsfluchtsteuer ging der größte Teil seines Vermögens verloren. Er führte ein offenes Haus, das viele Emigranten und dänische Künstler anzog, darunter Asger Jorn und andere Maler der CoBrA-Gruppe, Harald Isenstein und Ole Sarvig. Der Maler Eli Rasmussen wurde ein enger Freund und lebte ab 1939 bei von Garvens. Im Juni 1943 musste er als deutscher Zivilist Bornholm verlassen, nachdem die Insel vom Oberkommando der Marine zum Sicherheitsgebiet erklärt worden war. Er kam in Rasmussens Haus in Lyngby bei Kopenhagen unter, wo er unter Lebensgefahr für einige Wochen einen Widerstandskämpfer versteckte. Ab September 1944 musste er mit gefälschten Papieren und unter falschem Namen leben, um sich der Kontrolle der deutschen Besatzungsbehörden zu entziehen. Nach Kriegsende 1945 erhielt von Garvens zahlreiche Entlastungsschreiben, sodass sein Besitz, anders als bei deutschen Staatsangehörigen üblich, nicht beschlagnahmt wurde. Er kehrte nach Bornholm zurück und erhielt 1951 die dänische Staatsbürgerschaft.
Der größere Teil der Sammlung Garvens wurde 1955 im Stuttgarter Kunstkabinett von Roman Norbert Ketterer versteigert, der in der ganzen Welt nach noch existenten Beständen der zuvor als entartet eingestuften Kunst der Moderne forschte und diese vermarktete.

## Belege
1. ↑   Böttcher: Hannoversches biographisches Lexikon; S. 125
2. ↑   http://www.artnet.de/Artists/LotDetailPage.aspx?lot_id=5A3D54BD563944A1CA2C01EA6A68400C
3. ↑  http://www.art.org/Brand%20Claussen%20-%20The%20Collection%20of%20Works%20of%20Art%20in%20the%20Psychiatric%20Clinic,%20Heidelberg.pdf@1@2Vorlage:Toter+Link/www.art.org+(Seite+nicht+mehr+abrufbar,+festgestellt+im+April+2018.+Suche+in+Webarchiven) Datei:Pictogram+voting+info.svg Info:+Der+Link+wurde+automatisch+als+defekt+markiert.+Bitte+prüfe+den+Link+gemäß+Anleitung+und+entferne+dann+diesen+Hinweis.
4. ↑  Karl Schrader übernahm das Werk in Wülfel.
5. ↑  http://www.albert-gieseler.de/dampf_de/firmen8/firmadet80482.shtml
6. ↑  Birgit S. Nielsen: Herbert von Garvens. Galerist, Kunstsammler. In: Exil in Dänemark, hg. v. Willy Dähnhardt und Birgit S. Nielsen, Heide 1993, S. 363–366.
7. ↑  KUNSTHANDEL / KETTERER: Der Mann mit dem Flair -. In: Der Spiegel. Nr. 35, 1960 (online – 24. August 1960).

| Personendaten    | Personendaten                                                                                             |
| ---------------- | --- |
| NAME             | Garvens, Herbert von                                                                                      |
| ALTERNATIVNAMEN  | Garvens, Herbert; Garvens, Franz Bodo Paul Herbert (vollständiger Name); Garvens-Garvensburg, Herbert von |
| KURZBESCHREIBUNG | deutsch-dänischer Galerist                                                                                |
| GEBURTSDATUM     | 24. September 1883                                                                                        |
| GEBURTSORT       | Hannover                                                                                                  |
| STERBEDATUM      | 9. September 1953                                                                                         |
| STERBEORT        | Bornholm                                                                                                  |